# Ninglang
Ninglang är ett autonomt härad för yi-folket som lyder under Lijiangs stad på prefekturnivå i Yunnan-provinsen i sydvästra Kina.